# 別科
別科（べっか、英: short-term course）とは、当該種別の学校に入学できる資格を有する者に対して、簡易な程度において、特別の技能教育を施すことを目的とする学校の課程である。サーティフィケート取得を目的とし、修業年限は1年以上で、卒後進路は基本的に就職である。

## 日本
日本の学校教育法（以下「法」）では、第58条にて高等学校（第70条にて中等教育学校の後期課程、第82条にて特別支援学校に準用）、第91条にて大学（短期大学を含む）に設けることができる条文があるが、高等専門学校や専修学校の条項では触れられていない。

### 後期中等教育における別科
- ISCED-3C : 高等学校別科、 中等教育学校別科、 特別支援学校別科[1]

高等学校の別科は法第58条第3項に基づき、第57条の高等学校入学資格者（「高校受験#入学資格」を参照）が対象となる（第70条にて中等教育学校の後期課程に、第82条にて特別支援学校に準用）。
学制改革直後、旧制の青年学校本科に相当する課程として、農業、家政の別科が置かれた学校が多かったが、全日制高校の増設や進学率の向上で尽く廃止された。
横浜市立横浜商業高等学校には、現在も理容、美容の別科が設置されている。

2018年5月1日現在別科の高校生は147人である。

### 中等以降高等以前教育における別科
- ISCED-4 : 短期大学別科、大学学部別科[1]

大学の別科は法第91条第3項に基づき、第90条第1項の大学入学資格者（「大学受験#受験資格」を参照）が対象となるが、高等教育ではなく中等以降高等以前教育に位置づけられ、修了時に学位は発行されない。
高等教育に設置されている別科としては、以下のものが比較的よく見られる。
- 留学生別科 - 日本語を母語としない人が日本語を学ぶ課程
- 農業別科 - 農産物、果樹栽培法等を学ぶ課程

#### 留学生別科
留学生別科とは、大学における教育の一環として学校教育法に位置づけられた正規の教育課程で、当該種別の学校に入学できる資格を有する者に対して、すなわち日本の大学の留学生・研究生・研究員に対し、準備教育として日本語及び日本事情・日本文化その他必要な科目を教育することを目的とした教育機関である 。

多くの別科では日本文化・日本事情を日本語で教えるが、日本の大学では、主に国立大学に設置されてある留学センターのほかに、留学生用に留学生別科を設置してある大学も多い。設置している大学については以下の通りである（一部「募集停止中」のものを含む）。
- 愛知学院大学 留学生別科
- 愛知淑徳大学 留学生別科
- 朝日大学 留学生別科日本語研修課程
- 芦屋大学 日本語別科
- 亜細亜大学 留学生別科
- 桜美林大学 日本言語文化学院（留学生別科）
- 大阪観光大学 日本語別科
- 大阪国際大学 留学生別科
- 岡山理科大学 留学生別科
- 神奈川工科大学 留学生別科 日本語研修課程
- 関西大学 留学生別科
- 関西外国語大学 留学生別科
- 神田外語大学 留学生別科
- 岐阜経済大学 留学生別科
- 京都外国語大学 留学生別科 日本語研修課程
- 近畿大学 留学生別科
- 倉敷芸術科学大学 留学生別科
- 久留米大学 留学生別科
- 慶應義塾大学 別科日本語研修課程 日本語・日本文化教育センター
- 神戸国際大学 国際別科
- 国際武道大学 別科 武道専修課程
- 十文字学園女子大学 留学生別科
- 淑徳大学 留学生別科
- 城西大学 別科 日本語専修課程／日本文化専修課程
- 城西国際大学 留学生別科
- 星槎道都大学 留学生別科
- 西南学院大学 留学生別科
- 摂南大学 留学生別科
- 創価大学 日本語・日本文化教育センター別科
- 崇城大学 留学生別科日本語専攻
- 大正大学 留学生別科
- 高松大学
- 拓殖大学 別科 日本語教育課程
- 千葉科学大学 留学生別科
- 中京学院大学 別科日本語専修課程
- 中部学院大学 留学生別科（日本語課程）
- 筑波学院大学 国際別科
- 帝京大学 日本語予備教育課程
- 天理大学 別科日本語課程
- 東亜大学 留学生別科
- 東海大学 別科日本語研修課程
- 東京国際大学
- 東京福祉大学 留学生日本語別科
- 常葉大学 留学生別科
- 長崎総合科学大学 別科日本語研修課程
- 名古屋外国語大学 国際日本語教育インスティテュート（留学生別科）
- 名古屋学院大学 留学生別科
- 南山大学 外国人留学生別科
- 日本工業大学 留学生別科
- 日本文理大学 別科日本語課程
- ノースアジア大学 留学生別科
- 花園大学 留学生別科
- 東日本国際大学 留学生別科
- 広島文化学園大学 留学生別科
- 福岡大学 留学生別科
- 文教大学 外国人留学生別科
- 別府大学 別科日本語課程
- 北陸大学 留学生別科
- 明海大学 別科日本語研修課程
- 目白大学 留学生別科日本語専修課程
- 龍谷大学 留学生別科
- 流通経済大学 留学生別科
- 麗澤大学 別科日本語研修課程
- 早稲田大学 別科日本語専修課程

- 折尾愛真短期大学 日本語別科
- 環太平洋大学短期大学部 留学生別科
- 京都西山短期大学 留学生別科（日本語専修課程）
- 金城大学短期大学部 留学生別科
- 佐賀女子短期大学 日本語別科 グローバル教育センター
- 佐野日本大学短期大学 日本語別科
- 東北文教大学短期大学部 留学生別科
- 中日本自動車短期大学 留学生別科
- 奈良佐保短期大学 日本語教育別科
- 西日本短期大学 別科日本語研修課程
- 大和大学白鳳短期大学部 外国人留学生別科
- 山野美容芸術短期大学 日本語別科

#### 留学生別科以外の別科
大学に設置されている、留学生別科以外の別科を以下に記す。
- 帯広畜産大学 畜産学部別科草地畜産専修（2020年度より酪農専修）
- 北海道教育大学 養護教諭特別別科
- 山形大学 養護教諭特別別科
- 千葉大学 園芸学部園芸別科
- 東京藝術大学 音楽学部別科声楽専修／器楽専修／邦楽専修
- 新潟大学 養護教諭特別別科
- 金沢大学 養護教諭特別別科
- 岡山大学 養護教諭特別別科
- 熊本大学 養護教諭特別別科
- 宮崎大学 畜産別科
- 島根県立大学 別科助産学専攻
- 山口県立大学 別科助産専攻
- 宮崎県立看護大学 別科助産専攻
- 沖縄県立看護大学 別科助産専攻
- 青森中央学院大学 別科助産専攻
- 桐生大学 別科助産専攻
- 帝京平成大学 助産別科
- 佐久大学 別科助産専攻
- 聖泉大学 別科助産専攻
- 西南女学院大学 助産別科
- 熊本保健科学大学 助産別科
- 東京工芸大学 芸術別科写真技術専修
- 武蔵野音楽大学 別科課程器楽コース／声楽コース／作曲コース／指揮コース
- 國學院大學 別科神道専修I類／II類
- 同朋大学 別科 仏教専修
- 佛教大学 別科（仏教専修）
- 畿央大学 臨床細胞学別科
- 宝塚医療大学 介護福祉別科
- 高野山大学 別科密教専修コース
- 九州保健福祉大学 臨床工学別科
- 弘前医療福祉大学短期大学部 別科調理師養成・1年課程
- 豊橋創造大学短期大学部 公務員別科

### その他
専修学校であるあいち情報専門学校に別科が設けられているが、これはサポート校に近い。
また、辻調理師専門学校、辻製菓専門学校の別科（通信教育講座）や、専門学校清水とき・きものアカデミアの別科は、技術を身につける公開講座に近い（資格や受験資格などは一切取得できない）。